# Basket Team Crema 2022-2023
Questa voce raccoglie le informazioni riguardanti il Basket Team Crem nelle competizioni ufficiali della stagione 2022-2023. 

## Stagione
Il Basket Team Crema, sponsorizzato dalla Parking Graf, ha partecipato per la prima volta al campionato italiano di serie A1 disputanto 26 partite nella regular season con 12 vittorie e 14 sconfitte classificandosi all'ottavo posto e ottenendo, quindi, il diritto ad accedere ai play off.
Nel mese di aprile perdeva 2 gare a 0 (70-95 e 62-75) contro la Virtus Bologna.
Nonostante il diritto acquisito sul campo a rimanere in serie A1, la società nei mesi giugno e luglio 2023 comunicava la rinuncia per l'impossibilità ad affrontare gli alti costi economici necessari per partecipare nuovamente alla massima serie del campionato femminile cedendo il titolo sportivo alla neo costituita OBG Roma Basket.

### Classifica
|  | Pos. | Squadra                        | Pt | G  | V  | P  | PtF  | PtS  | Diff. |
|  | ---- | ------------------------------ | -- | -- | -- | -- | ---- | ---- | ----- |
|  | 1.   | Virtus Bologna                 | 48 | 26 | 24 | 2  | 2160 | 1624 | +536  |
|  | 2.   | Famila Basket Schio            | 48 | 26 | 24 | 2  | 2188 | 1640 | +548  |
|  | 3.   | Reuer Venezia                  | 40 | 26 | 22 | 4  | 2043 | 1649 | +394  |
|  | 4.   | Dinamo Sassari                 | 36 | 26 | 18 | 8  | 1908 | 1846 | +62   |
|  | 5.   | GEAS Basket                    | 32 | 26 | 16 | 10 | 1713 | 1656 | +57   |
|  | 6.   | Virtus Eirene Ragusa           | 28 | 26 | 14 | 12 | 1902 | 1799 | +103  |
|  | 7.   | Magnolia Campobasso            | 28 | 26 | 14 | 12 | 1719 | 1709 | +10   |
|  | 8.   | Basket Team Crema              | 24 | 26 | 12 | 14 | 1794 | 1845 | -51   |
|  | 9.   | San Martino di Lupari          | 22 | 26 | 11 | 15 | 1719 | 1830 | -111  |
|  | 10.  | Faenza B. Project              | 14 | 26 | 7  | 19 | 1763 | 1941 | -178  |
|  | 11.  | Libertas Moncalieri            | 14 | 26 | 7  | 19 | 1482 | 1656 | -234  |
|  | 12.  | Basket Femminile Le Mura Lucca | 14 | 26 | 7  | 19 | 1706 | 1910 | -204  |
|  | 13.  | Basket San Giovanni Valdarno   | 8  | 26 | 4  | 22 | 1604 | 2076 | -472  |
|  | 14.  | Brixia Basket                  | 4  | 26 | 2  | 24 | 1562 | 2022 | -460  |

Legenda:
      Campionessa d'Italia.
      Ammesse ai play-off scudetto.
      Ammesse ai play-out.
  Ammesse ai play-off o ai play-out.
 Retrocessa dopo i play-out.
      Retrocessa in Serie A2 2023-2024.

### Play Off

#### Quarti di finale
| Squadra 1         | Totale | Squadra 2      | Gara 1  | Gara 2  | Gara 3 |
| ----------------- | ------ | -------------- | ------- | ------- | ------ |
| Girone Nord       |        |                |         |         |        |
| Basket Team Crema | 0 - 2  | Virtus Bologna | 70 - 95 | 62 - 75 | -      |

## Rosa 2022-2023
|    | Naz.                                       | Ruolo | Sportivo               | Anno | Alt. |  |  |
| -- | ------------------------------------------ | ----- | ---------------------- | ---- | ---- |  |  |
| 11 | Italia (bandiera)                          | G     | Paola Caccialanza      | 1989 | 174  |  |  |
| 11 | Italia (bandiera)                          | G     | Martina Capoferri      | 1991 | 175  |  |  |
| 5  | Italia (bandiera)                          | P     | Anastasia Conte        | 2000 | 174  |  |  |
| 2  | Italia (bandiera) · Stati Uniti (bandiera) | P     | Rae Lin D'Alie         | 1987 | 159  |  |  |
| 20 | Stati Uniti (bandiera)                     | G     | Jasmine Delzina Dickey | 2000 | 175  |  |  |
| 7  | Stati Uniti (bandiera)                     | C     | Masseny Kaba           | 1998 | 191  |  |  |
| 3  | Italia (bandiera)                          | G     | Francesca Melchiori    | 1993 | 174  |  |  |
| 31 | Ungheria (bandiera)                        | A     | Beatrix Mérész         | 1999 | 185  |  |  |
| 4  | Italia (bandiera)                          | C     | Alice Nori             | 1993 | 183  |  |  |
| 13 | Italia (bandiera)                          | G     | Elena Occhiato         | 2005 | 179  |  |  |
| 19 | Italia (bandiera)                          | A     | Carolina Pappalardo    | 1996 | 181  |  |  |
| 10 | Italia (bandiera)                          | C     | Francesca Radaelli     | 2004 | 178  |  |  |
| 17 | Italia (bandiera)                          | G     | Norma Rizzi            | 1993 | 174  |  |  |
| 14 | Italia (bandiera)                          | P     | Stefania Severgnini    | 2004 | 172  |  |  |

### Staff tecnico 2022-2023
| Allenatore:            | Giuseppe Piazza    |
| Assistente allenatore: | Salvatore Cesaro   |
| Direttore sportivo:    | Marco Mezzadra     |
| Preparatore atletico:  | Claudio Cardellino |
| Fisioterapista:        | Carlo Martelli     |